# دون هيرولد
دون هيرولد (بالإنجليزية: Don Herold)‏  (و. 1889 – 1966 م) هو كاتب، ورسام كارتون، وفكاهي ‏، ورسام توضيحي أمريكي، توفي عن عمر يناهز 77 عاماً.

## التعليم
تعلم في School of the Art Institute of Chicago ‏، وجامعة إنديانا بلومنجتون.